# Resolutie 2322 Veiligheidsraad Verenigde Naties
Resolutie 2322 van de Veiligheidsraad van de Verenigde Naties werd op 12 december 2016 met unanimiteit aangenomen door de VN-Veiligheidsraad. Met de resolutie benadrukte de Veiligheidsraad het belang van samenwerking tegen terrorisme, en werden landen opgeroepen informatie over terroristen en terreurgroepen uit te wisselen met elkaar en internationale politiediensten als Interpol, maar ook tussen inlichtingendiensten en grenscontroles op nationaal niveau.

## Standpunten
Resolutie 2322 werd een mijlpaal in de strijd tegen terrorisme genoemd. Juridische samenwerking tegen buitenlandse terreurstrijders, de financiering van terrorisme, de uitlevering van terroristen en het uitwisselen van bewijzen waren noodzakelijk.
Spanje had als voorzitter van de Veiligheidsraad voor december een initiatief genomen om de internationale samenwerking tussen inlichtingendiensten en justitie sneller te versterken. De Spaanse minister van Justitie Rafael Catalá veroordeelde de recente terreuraanvallen in Istanboel, Caïro, Mogadishu en Aden. De ordehandhaving kon het probleem aan, maar samenwerking was essentieel.
De Japanse vertegenwoordiger vroeg om meer samenwerking met Interpol. Zo beschikte deze organisatie weliswaar over een databank met gegevens over 68 miljoen verloren en gestolen paspoorten, maar meer dan honderd landen gebruikten deze niet, waardoor terroristen er toch mee door de grenscontrole kwamen.

## Inhoud
De Veiligheidsraad veroordeelde terreurgroepen, en Islamitische Staat en Al Qaida in het bijzonder, en was bezorgd over hun stijgend aantal slachtoffers. Die terreurgroepen waren soms betrokken bij georganiseerde misdaad. Ze profiteerden van handel in wapens, mensen, drugs, artefacten, wild, edelmetalen en -stenen, houtskool en olie, alsook ontvoering, afpersing en bankovervallen.
In de geglobaliseerde wereld konden ze gebruik maken van communicatiemiddelen als het internet om aan te zetten tot terreur, te rekruteren, geld in te zamelen en terreurdaden te plannen. Landen moesten maatregelen nemen om te voorkomen dat mensen als terreurstrijder naar een ander land gingen, om te gaan met degenen die terugkeerden en te zorgen dat ze geen misbruik maakten van de status als vluchteling.
Van groot belang was ook internationale samenwerking bij het onderzoek naar en de vervolging van terreurdaden. Landen werden gevraagd informatie over terroristen en terreurorganisaties met elkaar te delen. Verder werd gevraagd om dergelijke informatie van de inlichtingendiensten ook aan immigratiediensten en de grensbewaking te verstrekken.
Landen werden ook gevraagd om het financieren van terreurgroepen als een ernstige misdaad aan te merken, en aangemoedigd om samen te werken aan het uitvoering van de financiële sancties, het reisverbod en het wapenembargo die met resolutie 1373 uit 2001 en resolutie 2253 uit 2015 waren ingesteld tegen terroristen.
Lijst ·  2260 ·  2261 ·  2262 ·  2263 ·  2264 ·  2265 ·  2266 ·  2267 ·  2268 ·  2269 ·  2270 ·  2271 ·  2272 ·  2273 ·  2274 ·  2275 ·  2276 ·  2277 ·  2278 ·  2279 ·  2280 ·  2281 ·  2282 ·  2283 ·  2284 ·  2285 ·  2286 ·  2287 ·  2288 ·  2289 ·  2290 ·  2291 ·  2292 ·  2293 ·  2294 ·  2295 ·  2296 ·  2297 ·  2298 ·  2299 ·  2300 ·  2301 ·  2302 ·  2303 ·  2304 ·  2305 ·  2306 ·  2307 ·  2308 ·  2309 ·  2310 ·  2311 ·  2312 ·  2313 ·  2314 ·  2315 ·  2316 ·  2317 ·  2318 ·  2319 ·  2320 ·  2321 ·  2322 ·  2323 ·  2324 ·  2325 ·  2326 ·  2327 ·  2328 ·  2329 ·  2330 ·  2331 ·  2332 ·  2333 ·  2334 ·  2335 ·  2336